# Ghatampur
Ghatampur là một thành phố và là nơi đặt ban đô thị (municipal board) của quận Kanpur Nagar thuộc bang Uttar Pradesh, Ấn Độ.

## Địa lý
Ghatampur có vị trí 26°10′B 80°10′Đ / 26,17°B 80,17°Đ Nó có độ cao trung bình là 122 mét (400 feet).

## Nhân khẩu
Theo điều tra dân số năm 2001 của Ấn Độ, Ghatampur có dân số 35.496 người. Phái nam chiếm 53% tổng số dân và phái nữ chiếm 47%. Ghatampur có tỷ lệ 60% biết đọc biết viết, cao hơn tỷ lệ trung bình toàn quốc là 59,5%: tỷ lệ cho phái nam là 65%, và tỷ lệ cho phái nữ là 55%. Tại Ghatampur, 16% dân số nhỏ hơn 6 tuổi.